# Milly Alcock
Amelia Alcock, detta Milly (Sydney, 11 aprile 2000), è un'attrice australiana.
Milly Alcock è nota per aver interpretato la principessa Rhaenyra Targaryen in House of the Dragon (2022-2024) e Kara Zor-El / Supergirl nell'universo DCU, apparendo per la prima volta in Superman (2025) prima di recitare in Supergirl (2026).
È stata candidata agli AACTA Award per la sua interpretazione nella commedia drammatica di Foxtel Upright (2019-2022). Ha ottenuto un riconoscimento più ampio per aver interpretato il ruolo della giovane Rhaenyra Targaryen nella serie fantasy della HBO House of the Dragon (2022-2024), per il quale è stata candidata al Critics' Choice Television Award come migliore attrice non protagonista in una serie drammatica.

## Biografia
Milly Alcock è nata l'11 aprile 2000 ed è cresciuta a Sydney, nel Nuovo Galles del Sud, in Australia. Ha due fratelli minori. Alcock ha iniziato a recitare interpretando Cappuccetto Rosso nella versione di Cappuccetto Rosso a Dondolo della Taverners Hill Infants School. Ha frequentato la locale Stanmore Public School e poi la Newtown High School of the Performing Arts, da dove ha abbandonato gli studi nel 2018 quando è stata scelta per Upright.
Alcock ha fatto il suo debutto televisivo da adolescente in un episodio del 2014 della commedia romantica di Network Ten Wonderland. È apparsa in spot pubblicitari per NBN, Cadbury, KFC e Woolworths. Ha recitato su Disney Channel in Australia dal 2015 al 2017, presentando la serie breve BF Chefs e Hanging With. Nel 2017, Alcock ha ottenuto i suoi primi ruoli come Isabella Barrett nella miniserie web High Life al fianco di Odessa Young e Cindi Jackson nella terza e ultima stagione della serie televisiva drammatica ABC Janet King.
L'anno successivo, Alcock ha interpretato Maya Nordenfelt nella serie televisiva drammatica Showcase Fighting Season. È apparsa anche nella sesta e ultima stagione di A Place to Call Home come Emma Carvolth, nella serie Netflix Pine Gap come Marissa Campbell e nella serie ABC Les Norton come Sian Galese. Nel 2018, Alcock è apparsa nel suo primo lungometraggio The School.
Nel 2019, Alcock ha iniziato a recitare nella serie comica drammatica della Foxtel Upright nel ruolo dell'adolescente in fuga Meg, che attraversa in autostop 2.000 miglia dell'outback australiano, un fattore che ha contribuito a farle vincere un Casting Guild of Australia Rising Star Award 2018. Per la sua interpretazione, Alcock è stata nominata come miglior interprete comica al 10° AACTA Awards, rendendola una delle più giovani candidate nella categoria. Alcock è tornata per la seconda serie di Upright nel 2022. Ha anche avuto ruoli secondari come Jenny McGinty e Sam Serrato rispettivamente nelle serie The Gloaming e Reckoning.
Nel luglio 2021, è stato annunciato che Alcock era stata scelta per interpretare la giovane principessa Rhaenyra Targaryen (in seguito interpretata da Emma D'Arcy) nella serie fantasy HBO del 2022 House of the Dragon, un prequel di Game of Thrones e adattamento del libro di storia immaginario di George R. R. Martin Fire and Blood. Alcock ha ottenuto il plauso della critica, Daniel van Bloom per CNET ha scritto: "la stella splendente degli episodi di apertura di House of the Dragon è sicuramente Milly Alcock nei panni di Rhaenyra. Ha un viso incantevole ed espressivo: un semplice strizzare gli occhi o un increspamento delle labbra può tradire la gamma di emozioni che accompagnano la politica di corte del re." Per il ruolo, Alcock ha ricevuto una nomination al Critics' Choice Television Award come migliore attrice non protagonista in una serie drammatica.
Nel gennaio 2023, Alcock è apparsa nel video musicale per la canzone Easy Now degli Noel Gallagher's High Flying Birds dal quarto album della band Council Skies. Ha fatto il suo debutto sul palco del West End in The Crucible al Gielgud Theatre a giugno.
Nel gennaio 2024, è stato annunciato che Alcock era stata scelta da James Gunn per interpretare Kara Zor-El / Supergirl per un cameo come personaggio in Superman (2025) uscito il 9 luglio 2025 per poi riprendere il ruolo nel film DC Universe Supergirl (2026) con la regia di Craig Gillespie.

## Vita privata
Prima di essere scelta per House of the Dragon, Alcock visse con la sua famiglia a Sydney e svolse diversi lavori secondari. Si trasferì poi a Londra, prima a Primrose Hill, poi in un appartamento nell'East London.

## Filmografia

### Cinema
- The School, regia di Storm Ashwood (2018)
- The Familiars, regia di Millicent Malcolm - cortometraggio (2020)
- Furlough, regia di Phoebe Tonkin - cortometraggio (2020)
- Superman, regia di James Gunn (2025) - cameo, Kara Zor-El / Supergirl

### Televisione
- Wonderland – serie TV, episodio 2x07 (2014)
- High Life, regia di Luke Eve – miniserie TV, 6 puntate (2017)
- Janet King – serie TV,  episodi 3x03-3x04-3x05 (2017)
- A Place to Call Home – serie TV, 4 episodi (2018)
- Pine Gap, regia di Mat King – miniserie TV, 5 puntate (2018)
- Fighting Season, regia di Kate Woods e Ben C. Lucas – miniserie TV, 6 puntate (2018)
- Les Norton, regia di Jocelyn Moorhouse, Fadia Abboud, David Caesar e Morgan O'Neill – miniserie TV, 4 puntate (2019)
- Reckoning, regia di Shawn Seet, Jennifer Leacey e Peter Andrikidis – miniserie TV, 10 puntate (2019-2020)
- Upright – serie TV, 16 episodi (2019-2022)
- The Gloaming - Le ore più buie (The Gloaming) - serie TV, 7 episodi (2020)
- House of the Dragon – serie TV, 7 episodi (2022-2024)
- Sirens, regia di Nicole Kassell, Quyen Tran e Lila Neugebauer – miniserie TV, 5 puntate (2025)

### Videoclip
- Noel Gallagher's High Flying Birds Easy Now, regia di Colin Solal Cardo (2023)

## Riconoscimenti
- Australian Academy of Cinema and Television Arts Awards
  - 2020 – Candidatura alla miglior interpretazione comica per Upright[28]
- Casting Guild of Australia Awards
  - 2018 – Miglior Rising Stars[29]
- Critics' Choice Awards
  - 2023 – Candidatura alla miglior attrice in una serie televisiva fantasy, una serie limitata o un film televisivo per House of the Dragon[30]
  - 2023 – Candidatura alla miglior attrice non protagonista in una serie drammatica per House of the Dragon[31]
- Gold Derby Awards
  - 2023 – Candidatura all'interpretazione rivoluzionaria dell'anno[32]
- IGN Summer Movie Awards
  - 2022 – Candidatura alla miglior interpretazione in una serie televisiva drammatica per House of the Dragon[33]
- Pena de Prata
  - 2022 – Candidatura al miglior cast per House of the Dragon (condiviso con altri)

## Doppiatrici italiane
Nelle versioni in italiano delle opere in cui ha recitato, Milly Alcock è stata doppiata da:
- Camilla Murri in The Gloaming - Le ore più buie, House of the Dragon
- Veronica Benassi in Sirens
- Agnese Marteddu in Pine Gap
- Veronica Puccio in Superman